# Albabstiegstunnel
Der Albabstiegstunnel (auch Tunnel Albabstieg, bauzeitlich auch Gerlinde-Tunnel) ist ein 5897 m langer (Streckenkilometer 81,977 bis 87,874) Eisenbahntunnel der Schnellfahrstrecke Wendlingen–Ulm zwischen Dornstadt und Ulm.

## Verlauf

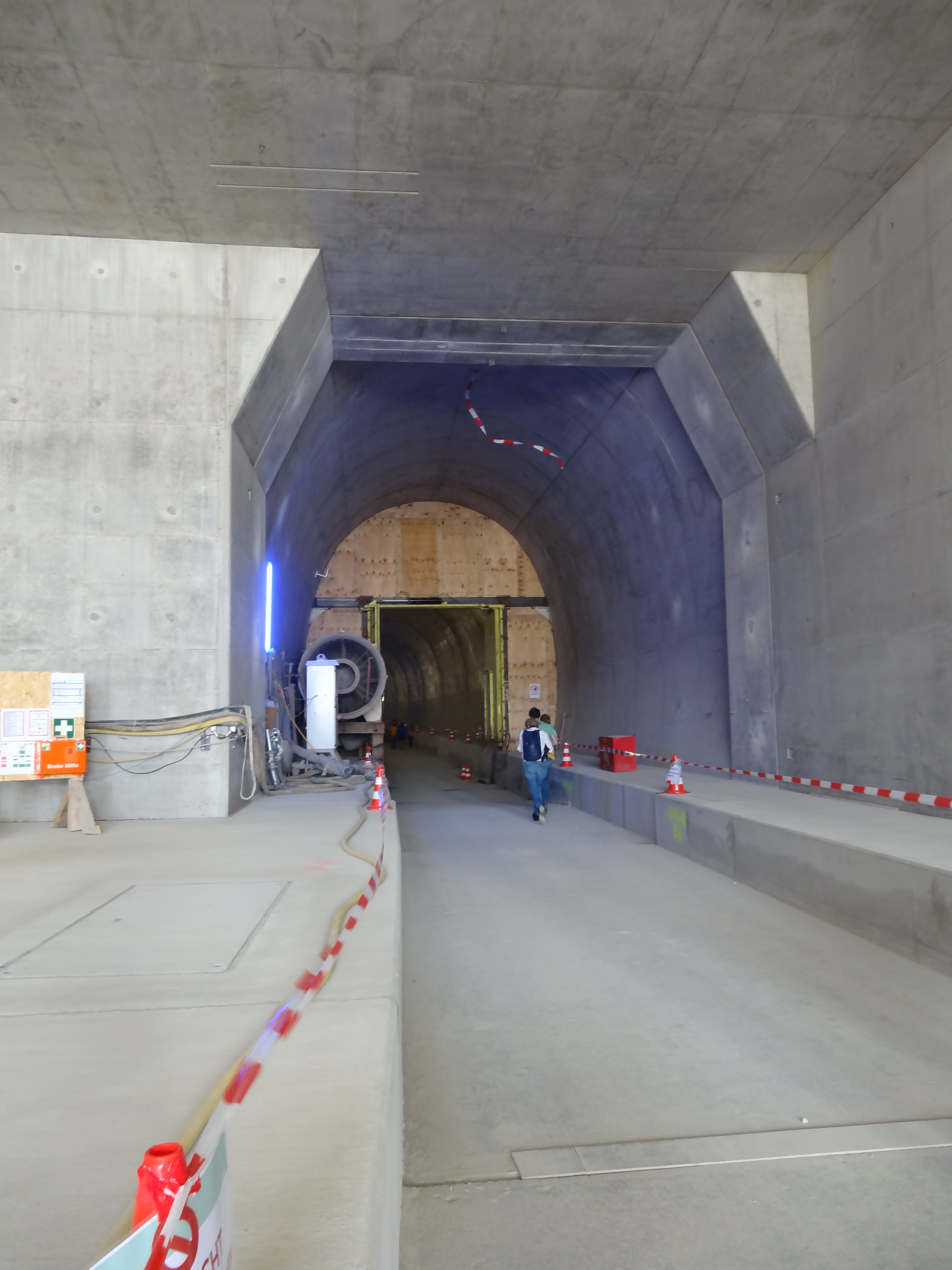
Ostportal der nördlichen Röhre (Mai 2019)

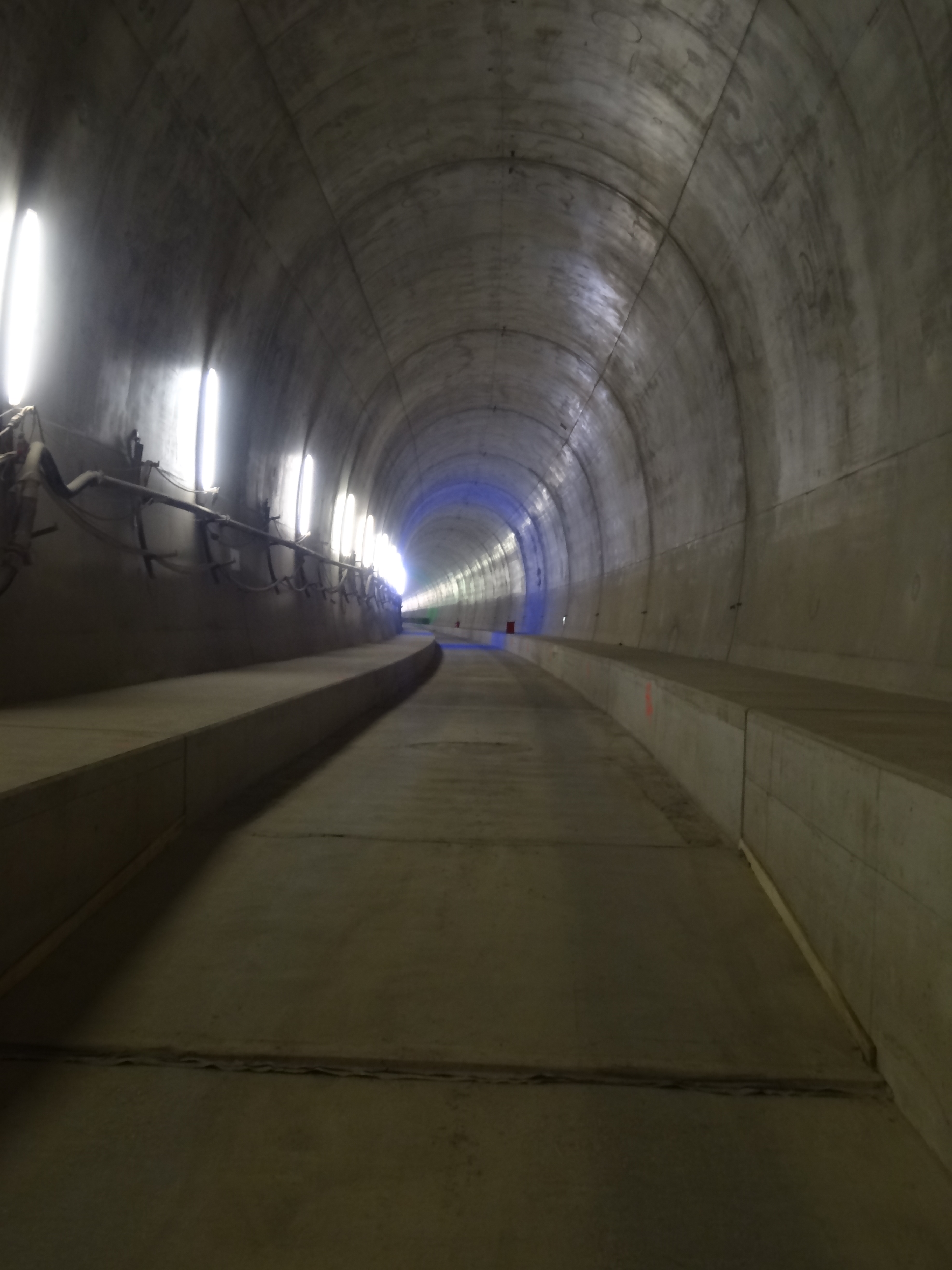
Nordröhre mit Blick in westlicher Richtung, nahe dem Ostportal (Mai 2019)

Im Tunnel verlässt die Trasse der Neubaustrecke bei Dornstadt die Parallellage zur Bundesautobahn 8 in einer Rechtskurve in südöstlicher Richtung und erreicht den Bahnknoten Ulm in südlicher Richtung. Das Bauwerk unterquert die Bahnstrecke Stuttgart–Ulm, bevor es unmittelbar in den Hauptbahnhof Ulm einfädelt.
Der Tunnel ist in zwei getrennten, eingleisigen Röhren mit einem Korbbogen-Querschnitt ausgeführt, deren Querschnitt sich im Verlauf der örtlich zulässigen Höchstgeschwindigkeit zweimal anpasst. Beide Röhren sind durch elf Querschläge miteinander verbunden. Die Weströhre ist etwa 5875 m lang, die Oströhre 5885 m.
Am Nordportal steht ein Haubenbauwerk gegen den Tunnelknall mit dem 1,5-fachen Querschnitt der Tunnelröhre und fensterartigen Öffnungen. Dem Portal vorgelagert ist die Eisenbahnüberführung Tobelgraben.
Die Gradiente fällt in Richtung Ulm zunächst mit 25,0 Promille ab. Nach Unterfahrung des aufgefüllten Rappenbadtals, einem Zwangspunkt, geht sie in ein Gefälle von 13,5 Promille über. Einen weiteren Zwangspunkt stellt das Südportal dar, auf dem drei Streckengleise über den Tunnel geführt werden. Die Angaben zur maximalen Überdeckung gehen auseinander. Sie reichen von 68 m über zwischen 6,5 und 70 Metern bis hin zu zwischen 6,5 und 78 Metern.
Geologisch liegt der Tunnel im Wesentlichen (zu 80 Prozent) in verkarstungsfähigem Weißjura und tertiären Formationen. Im Bereich des Nordportals liegen quartäre Schichten vor. Im Bereich des Rappenbadtales wurden darüber hinaus anthropogene Auffüllungen erwartet.
Die vorgesehene Geschwindigkeit im Streckengleis von Ulm nach Stuttgart lag ab dem Südportal (km 81,750) stadtauswärts zunächst bei 100 km/h, ab Baukilometer 81,6 120 km/h und ab km 81,3 schließlich 250 km/h. Im Streckengleis von Stuttgart nach Ulm sind bis km 81,2 250 km/h zulässig, bis 81,5 200 km/h sowie anschließend 100 km/h.
Die zulässige Geschwindigkeit im Tunnel liegt bei 250 km/h. Mit kleinen Optimierungen an der Trassierung wären im nördlichen Bereich 270 km/h, im Großteil des Tunnels auch 300 km/h möglich. Umgesetzt wurde laut Angaben von 2021 eine Geschwindigkeitserhöhung von zunächst geplanten 100 auf 130 km/h am Südportal. Diese ist in der 2022 umgesetzten Signalisierung ebenso wenig hinterlegt wie die in der Planfeststellung geplante 120-km/h-Stufe. Stattdessen liegt rund 0,5 km nach dem Portal ein Geschwindigkeitswechsel von 100 auf 160 km/h. Auf dem rechten Gleis (Stuttgart nach Ulm) lässt die Trassierung nunmehr zwischen km 81,2 und km 81,5 220 km/h zu, anschließend bis zur ersten Weiche 120 km/h.

## Geschichte

### Planung
Ein Tunnel von Dornstadt bis vor den Ulmer Hauptbahnhof wurde von der Deutschen Bundesbahn bereits 1993 für das Raumordnungsverfahren der Neubaustrecke Stuttgart–Ulm angestrebt.
Nach dem Planungsstand von 1993 sollte im Rahmen der Variante H der Neubaustrecke diese im Bereich der Autobahnmeisterei Ulm von der Fernstraße abschwenken und vor der Rommelkaserne in einen Tunnel übergehen. Für den Hauptbahnhof Ulm war eine diagonale Unterfahrung mit einem Richtung Donau längs abfallenden Bahnsteig vorgesehen. Daran sollte sich eine Unterfahrung der Donau, der Glacis-Anlagen und des Neu-Ulmer Industriegebiets anschließen. Der Tunnel sollte bei Pfuhl in die Bahnstrecke Ulm–Augsburg einmünden. Aufgrund eventueller hydrogeologischer Probleme wurde eine ebenerdige Durchfahrung von Ulm untersucht. Im Rahmen der Variante K der Neubaustrecke war ein etwa 18 km langer Albabstiegstunnel vorgesehen, der mit einer Unterfahrung des Bahnhofs Beimerstetten beginnen und, wie bei der Variante H, zum Ulmer Hauptbahnhof führen sollte.
Nach dem Planungsstand von 1995 war der Tunnel mit einer Länge von 4950 m vorgesehen. 2007 waren 5955 m geplant.
Der Tunnel ist wesentlicher Bestandteil des Planfeststellungsabschnitts 2.4 der Neubaustrecke. Das Planfeststellungsverfahren wurde am 13. Juni 2003 erstmals beantragt. Am 22. Dezember 2004 und 28. November 2006 erfolgten erneute Anträge mit überarbeiteten Unterlagen. Mit Schreiben vom 14. Dezember 2006 leitete das Eisenbahn-Bundesamt den Antrag an das Regierungspräsidium Tübingen zur Durchführung des Anhörungsverfahrens weiter.
Mit Schreiben vom 11. Juni 2007 wurden die Träger öffentlicher Belange einbezogen. Die Unterlagen wurden vom 18. Juni bis 17. Juli 2007 in Dornstadt und Ulm ausgelegt. Es gingen rund 40 private Einwendungen ein. Der Erörterungstermin fand am 22. Juni 2009 statt. Das Anhörungsverfahren wurde am 18. Dezember 2009 abgeschlossen. Im Zuge des Verfahrens erfolgten unter anderem verschiedene Veränderungen der Planung nach Anregung der Wasserschutzbehörden. Über die Planfeststellung (und damit die Erteilung des Baurechts) hat nun das Eisenbahn-Bundesamt zu entscheiden. Das Regierungspräsidium rechnete Ende Dezember 2009 mit einem Baustart gegen 2013.
Im Juli 2012 wurde durch das Eisenbahn-Bundesamt der Planfeststellungsbeschluss und die damit verbundene Baugenehmigung erteilt.
Seit Januar 2014 wird das Nordportal bei Dornstadt erstellt und der Zwischenangriff Lehrer Tal hergestellt.

### Ausschreibung und Vergabe
Der Bauauftrag wurde am 18. Juli 2012 europaweit ausgeschrieben. Der zu vergebende Bauauftrag sollte am 2. Juli 2013 am 1. Juni 2019 enden. Acht Angebote gingen daraufhin ein. Anfang 2013 war die Vergabe für Mitte 2013 geplant.
Ende Oktober 2012 wurde eine mittelständische Arbeitsgemeinschaft mit Arbeiten am Südportal des Tunnels und einer in diesem Bereich vorgesehenen Eisenbahnbrücke beauftragt. Seit Februar 2013 liefen erste Vorabmaßnahmen zum Bau der Zufahrt zum Südportal nördlich des Ulmer Hauptbahnhofes.
Am 23. Juli 2013 kündigte die Deutsche Bahn an, die Vergabe für den Bauauftrag stünde bevor. Der Auftrag umfasse ein Volumen von 250 Millionen Euro und solle an eine Arbeitsgemeinschaft von Ed. Züblin (Federführung) und Max Bögl vergeben werden. Nach eigenen Angaben liege die Vergabesumme „deutlich“ unter dem Kostenplan.
Die Vergabe an die ARGE Tunnel Albabstieg c/o Max Bögl Bauunternehmung GmbH & Co. KG wurde formal am 23. Oktober 2014 bekanntgemacht. Sie war am 28. Juli 2013 zu einer Auftragssumme von 249.161.047,40 Euro erfolgt. Es seien sieben Angebote eingegangen.

### Bau

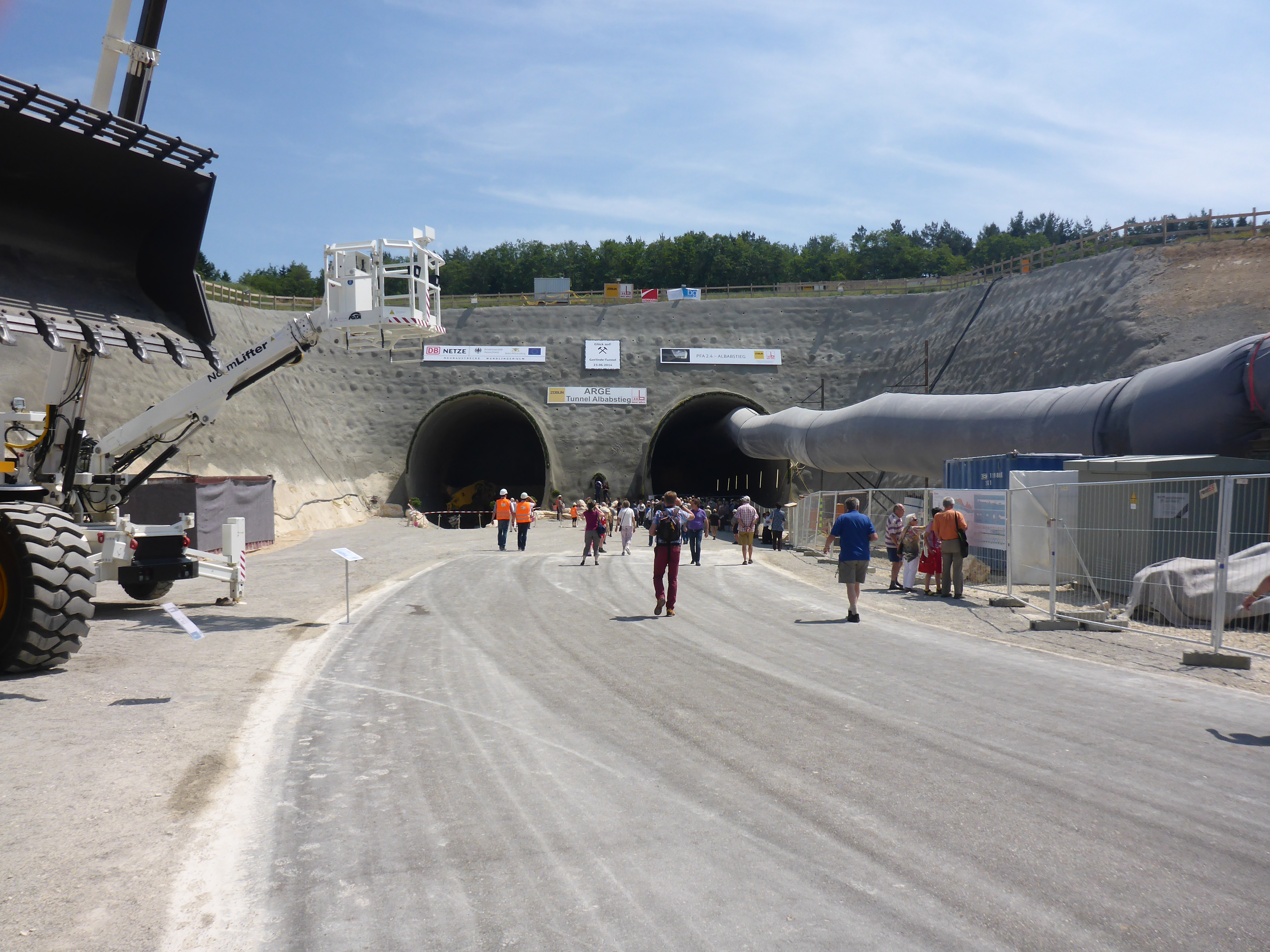
Portal Dornstadt am Tag der Tunneltaufe

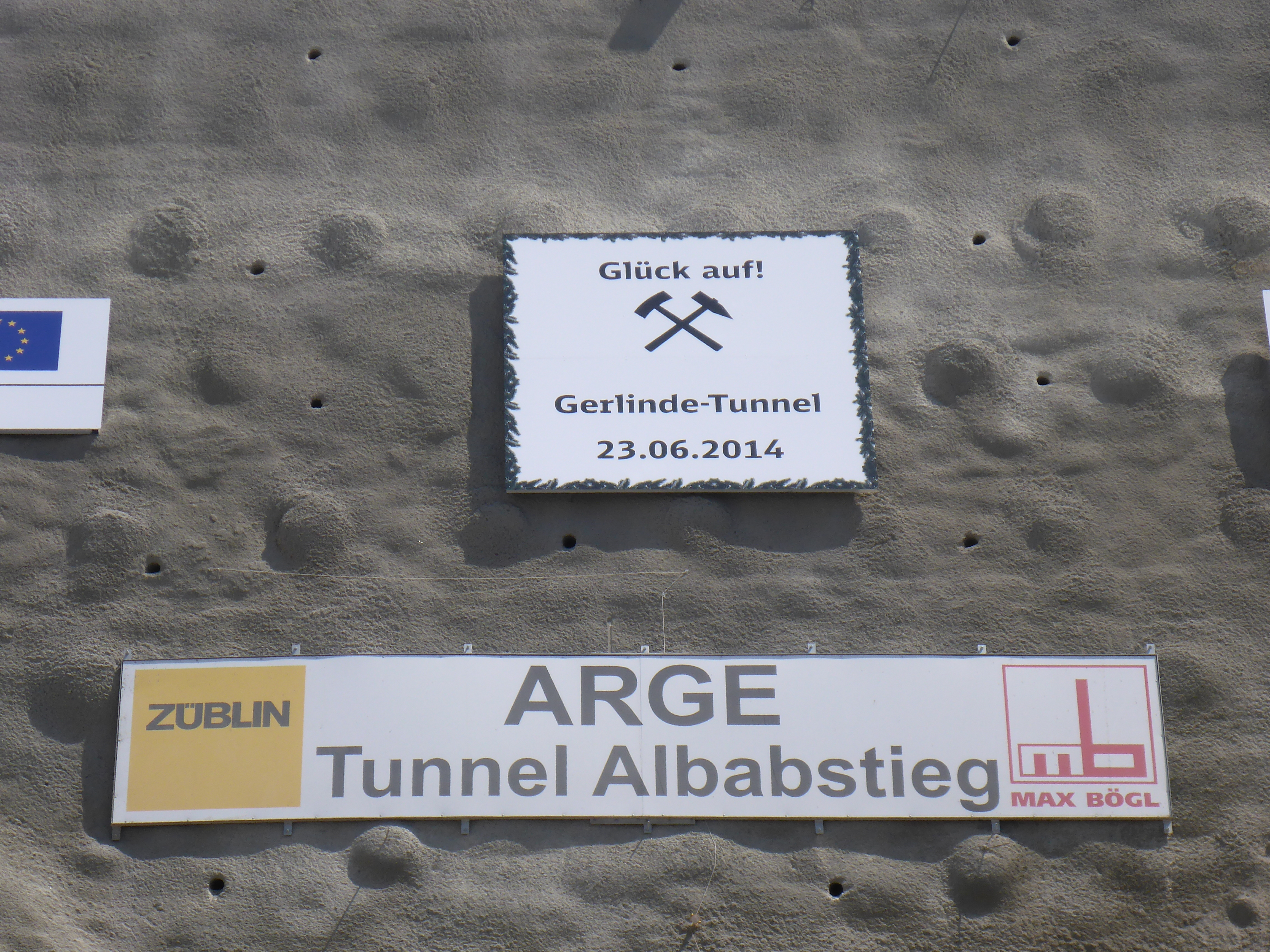
Während der Bauzeit hatte das Bauwerk den Namen „Gerlinde-Tunnel“

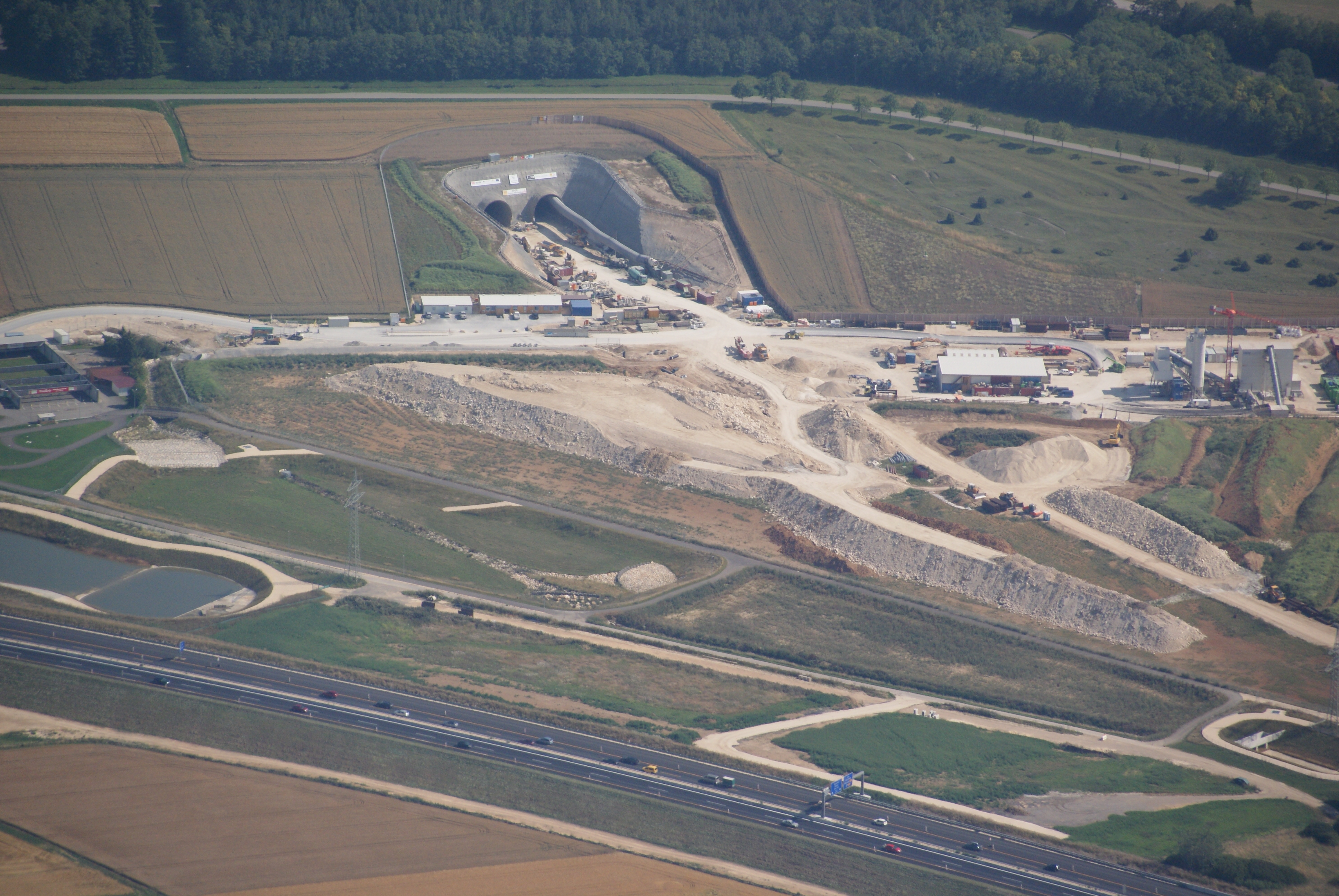
Luftbild des Nordportals im Juli 2014

Die Bauarbeiten starteten im Januar 2014 mit der Herstellung des Nordportals bei Dornstadt sowie des Zwischenangriffs im Lehrer Tal. Der Vortrieb begann Anfang April 2014. Ursprünglich war das für Ende April oder Anfang Mai 2014 vorgesehen. Der Tunnel sollte Anfang Mai 2014 angeschlagen werden. Am 23. Juni 2014 hat die feierliche Tunneltaufe stattgefunden.
Der Tunnel wird in Spritzbetonbauweise errichtet. Vom Nordportal (Dornstadt) erfolgen zwei Vortriebe in südlicher Richtung. Vier Vortriebe (zwei Richtung Dornstadt, zwei Richtung Ulm) erfolgen durch einen rund 400 m langen Zwischenangriff. Dieser tritt südlich des Ulmer Stadtteils Lehr (Koordinaten) an die Oberfläche. Vom Portal Ulm ist aufgrund der innerstädtischen Lage und der eingeschränkten Platzverhältnisse kein Vortrieb vorgesehen.
2014 waren 15 Meter Vortriebsleistung pro Tag und Röhre vorgesehen. Insgesamt sollen rund 1,2 Millionen Kubikmeter ausgebrochen werden. Die Karsterkundung erfolgte vortriebsbegleitend, mittels bis zu 12 m langen Spieß- und Ankerbohrungen aus dem hergestellten Tunnelprofil heraus. Der größte während des Vortriebs gefundene Karsthohlraum ist die 2200 Kubikmeter große „Zwischentunnelhöhle“, nahe dem Ulmer Portal.
Der Vortriebsfortschritt je Röhre und Tag lag Anfang 2015 bei viereinhalb Metern. Bis März 2015 wurden in beiden Röhren insgesamt rund 3,3 km vorgetrieben. Ende Juni 2015 waren vom Südportal in Richtung Dornstadt mehr als 950 m der Oströhre und mehr als 1000 m der Weströhre vorgetrieben.
Auf einer Länge von 300 Metern wurde das Rappenbachtal unterfahren, das in den 1960er Jahren mit einem undefinierten Material aufgefüllt worden war. Zeitweisen erhöhten Methangasvorkommen im Tunnel wurde mit zusätzlicher Frischluftzufuhr begegnet.
Einen Tag der offenen Baustelle besuchten am 28. Juni 2015 mehrere tausend Menschen.
Das Portalbauwerk am Hauptbahnhof Ulm wurde Anfang September 2015 fertiggestellt, einen Monat früher als geplant. Am 19. Oktober 2015 wurde ein Arbeiter, rund 1100 m vom Zwischenangriff Richtung Dornstadt, durch eine herabstürzende Steinplatte schwer verletzt.
Der Durchstich zwischen dem Zwischenangriff und dem Portal Dornstadt war ursprünglich für den Mai 2016 vorgesehen, der vom Zwischenangriff zum Portal Kienlesberg im April 2017 (Stand: September 2015). Tatsächlich erfolgte der erste Durchschlag, vom Zwischenangriff und dem Portal Dornstadt in der Weströhre, am frühen Abend des 27. Februar 2016 in einer Tiefe von 40 Metern. Zu diesem Zeitpunkt war der Tunnel zu mehr als 80 Prozent vorgetrieben. Der feierliche Durchschlag am Portal Ulm ist am 22. November 2016 erfolgt. Der Rohbau sollte 2018 fertiggestellt werden (Stand: Oktober 2013). Am 9. Mai 2018 wurde die Fertigstellung des Rohbaus bekanntgegeben. Nach anderen Angaben soll der Rohbau Ende 2018 fertiggestellt werden.
Mit dem Bau des Tunnels sollen 200 bis 220 Arbeiter befasst sein, mit Planung und Organisation 60 bis 80 Mitarbeiter. Für die technische Ausrüstung des Tunnels sind zwei Jahre vorgesehen. Die Inbetriebnahme ist für Ende 2021 geplant.
Etwa 40 Prozent des Aushubs werden für Seitenablagerungen an der A 8 verwendet, der Rest wird deponiert.
Die Tunnelpatenschaft hat Gerlinde Kretschmann, die Frau des baden-württembergischen Ministerpräsidenten übernommen.
Im August 2019 erreichte der Gleisbau das westliche Tunnelportal.
Ein Informationszentrum zum Bahnprojekt, das von 2014 bis Juli 2018, oberhalb des Südportals des Tunnels eingerichtet war, besuchten mehr als 16.000 Menschen. Der dafür genutzte Container diente später der Bahnhofsmission in Stuttgart. Von 2015 bis 2021 fanden insgesamt 328 Baustellenführungen am Tunnel statt. Am Nordportal sollte ein Aussichtspunkt auf die Baustelle entstehen. Ein weiterer Aussichtspunkt, mit Blick auf das Südportal, war am Kienlesberg geplant.

### Betrieb
Am 9. Dezember 2022 wurde die Neubaustrecke Wendlingen-Ulm und damit auch der Albabstiegstunnel eröffnet.
Aufgrund eines ungünstig gestalteten ETCS-Einstiegs können Züge Richtung Stuttgart nicht uneingeschränkt beschleunigen. Eine strenge, so nicht beabsichtigte, Auslegung des Regelwerks führt ferner zu einer Verlangsamung beim ETCS-Ausstieg Richtung Ulm auf 40 km/h. Im Dezember 2024 soll eine Klarstellung im Regelwerk erfolgen, um dies zu vermeiden.

## Kosten
Bei Abschluss der Finanzierungsvereinbarung der Neubaustrecke, im April 2009, wurde mit Rohbaukosten von rund 14 Millionen Euro je Kilometer Röhre für den Albabstiegstunnel gerechnet.
Für den gesamten Planfeststellungsabschnitt 2.4 sind, zum Preisstand von 2010, 443,0 Millionen Euro veranschlagt.
Der Unternehmer Martin Herrenknecht kritisierte, dass ein kostengünstigerer Maschinenvortrieb in der Ausschreibung nicht zugelassen war. Er wollte durch ein selbst finanziertes Gegengutachten die Zulassung des Maschinenvortriebs erreichen und klagen, falls dies abgelehnt würde. Das Unternehmen Herrenknecht hatte ein Angebot abgegeben. Laut Angaben der Deutschen Bahn könne der Tunnel aufgrund des vorherrschenden Karstgesteins nicht mit einer Tunnelvortriebsmaschine vorgetrieben werden. Die Maschine stünde der Verfüllung von Karsthohlräumen im Weg.

## Technik
Leichte und schwere Masse-Feder-Systeme sollen zum Erschütterungsschutz eingesetzt werden.
Die Feste Fahrbahn soll für Straßenfahrzeuge befahrbar gestaltet werden. In den Verbindungsbauwerken 5 und 6 sind Löschwasserbehälter integriert. Beide Röhren sind mit einer Tunnelsicherheitsbeleuchtung ausgerüstet, die in Handläufe integriert ist und bei Bedarf auch von Triebfahrzeugführern eingeschaltet werden kann. Rettungszeichen und Richtungspfeile zeigen den kürzesten Fluchtweg zu einem sicheren Bereich. Vor beiden Portalen sind Rettungsplätze mit einer Grundfläche von 1500 m² angeordnet.
Am Portal Dornstadt soll ein Gebäude für ein Elektronisches Stellwerk entstehen. Im Tunnel liegt der Wechsel zwischen ETCS Level 2 und konventioneller Leit- und Sicherungstechnik, darunter die Zufahrtsicherungssignale Richtung Wendlingen. Im Tunnel stehen ferner Blockkennzeichen.
Der Anschlussbereich der Neubaustrecke in den Bahnhof Ulm soll mit Oberleitungsanlagen der Bauarten Re 200, 250 und 330 ausgerüstet werden.